# Kaserne Roter Sand
Die Kaserne Roter Sand ist eine ehemalige Kaserne der Schutzpolizei am alten Zollamt Rotersand in Bremerhaven - Mitte, Bürgermeister-Smidt-Straße 209 Ecke Rickmersstraße.
Das Hauptgebäude wurde 2009 unter Bremer Denkmalschutz gestellt.

## Geschichte
Das vier- bis fünfgeschossige ortsbildprägende Kasernengebäude wurde 1925/26 nach Plänen von Oberbaurat Hans Ohnesorge unter Bauleitung von Baurat Gustav Ulrich vom Hochbauamt Bremen  zur Unterbringung der bremischen Schutzpolizei gebaut. Im Giebel des Mittelrisalits der repräsentativen Westfassade befindet sich das große bremische Staatswappen. Besondere Ausdruckskraft erhält die Fassade durch die mit fünf Rundbögen versehene doppelgeschossige Vorhalle des Haupteingangs. Die Kaserne ist auch durch seine landesgeschichtlichen Bezüge Gründen ein Kulturdenkmal.
Das nördlich schräg vorgelagerte nicht denkmalgeschützte Remisengebäude wurde mehrfach umgebaut. 
Die Schutzpolizei war aus der im Sommer 1920 aufgelösten Sicherheitspolizei hervorgegangen. Die auch Grüne Polizei genannte, straff militärisch organisierte Einheit war vorrangig für den Einsatz bei inneren Unruhen vorgesehen und stand unter dem Kommando von Polizeioberst Walter Caspari.
Nach der Gründung der Bundeswehr wurde die Liegenschaft an die Bundesmarine übergeben. Zuletzt war hier das Marinefernmeldebataillon 771 untergebracht.

### Heutige Nutzung
Im Kasernengebäude wurde im Januar 2010 das havenhostel Bremerhaven eröffnet. Es bietet als erstes Hostel in Bremerhaven über 200 Betten für Übernachtungen. Die ehemaligen Mannschaftsunterkünfte sind in Einzel-, Doppel-, Vier- und Sechs-Bett-Zimmer aufgeteilt. Im Kellergeschoss befindet sich ein Restaurant, im Erdgeschoss sind eine Lounge und Räume zur Freizeitgestaltung vorhanden. Für Tagungen oder Seminare stehen sechs Räume zur Verfügung.